# Violet Evergarden
Violet Evergarden (ヴァイオレット・エヴァーガーデン, Vaioretto Evāgāden) est une série de light novel japonais écrite par Kana Akatsuki et illustrée par Akiko Takase. Kyoto Animation a publié le premier light novel le 25 décembre 2015 sous sa marque de publication KA Esuma Bunko et le second le 26 novembre 2016,. Un dernier volume servant de conclusion est publié le 27 mars 2020.
L'histoire met en scène une jeune femme, Violet Evergarden, ancienne soldate devenue « poupée de souvenirs automatiques », un métier qui consiste à rédiger des lettres retranscrivant les sentiments de leurs commanditaires dans toute leur intensité. Pourtant, à première vue, Violet n'a pas un profil adapté pour cette mission : après avoir passé toute sa vie à la guerre, au cours de laquelle elle a perdu ses bras et son supérieur le major Gilbert, elle peine à exprimer ses émotions et à comprendre celles des autres, ne sachant se conduire autrement qu'en militaire. Parcourant son pays se remettant lentement du conflit, elle rencontre différents profils avec lesquels elle découvrira une palette de sentiments variés, tout en faisant la paix avec son passé de machine à tuer. Son plus grand souhait est de comprendre le sens des derniers mots du major : « Je t'aime. ».
Une adaptation en série télévisée d'animation par Kyoto Animation est diffusée entre janvier et mars 2018,, avec plusieurs projections avancés du premier épisode en 2017,. Un anime gaiden, intitulé Violet Evergarden : Éternité et la Poupée de souvenirs automatiques, est également sorti le 6 septembre 2019 au Japon.
Un film d'animation faisant suite à la série est sorti le 18 septembre 2020,,. En France, après une sortie limitée dans certains cinémas, il est mis en ligne le 19 novembre 2021 sur Netflix.

## Synopsis
L'histoire se déroule autour d'une jeune fille qui exerce le métier de « poupées de souvenirs automatiques » (自動手記人形, Jidō shuki ningyō, en anglais : Auto Memory Dolls) : des poupées initialement créées par le professeur Orland pour aider sa femme aveugle Mollie à écrire ses romans, et plus tard louées à d'autres personnes qui avaient besoin de leurs services. Le terme se réfère aux personnes qui remplissent la fonction d'écrivain public, dont le but est de retranscrire la parole et les sentiments des gens. Après quatre ans de guerre acharnée, cette jeune fille au lourd passé tente non sans mal de reconstruire son avenir, à commencer par l'exercice de ce métier. Cependant, parmi toutes les blessures qui lui auront été infligées au cours de la guerre, il y en a une qui semble ne pas vouloir se refermer. Les mots d'un être cher résonnent encore dans son cœur, sans que la jeune fille en sache la véritable raison. Elle veut savoir, comprendre leur signification. Ainsi commence la quête de Violet Evergarden, apprentissage mêlé de lettres, de rencontres et d'émotions variées…

## Personnages
Violet Evergarden (ヴァイオレット・エヴァーガーデン, Vaioretto Evāgāden)
Voix japonaise : Yui Ishikawa, voix française : Helena Coppejans
Violet était une orpheline de guerre. Machine à tuer sans états d'âme au service de l'armée, elle était totalement dévouée à son supérieur et sauveur, le Major Gilbert. Elle travaille après la guerre comme « poupée de souvenirs automatique » dans la Compagnie des Postes CH, où elle est chargée d'écrire des lettres pour ses clients, tout en tentant de recoller à la société et se reconstruire. Ce nouveau travail l'a dégoûté du meurtre, et l'a convaincue que la paix était la chose la plus importante au monde. Elle a d'ailleurs voulu connaître la signification de certains mots qu'elle a reçu de Gilbert quand il était à l'agonie.
C'est une jeune femme très droite et très obéissante, dû à son passif de soldat. Elle éprouve quelques difficultés sur le plan relationnel, ayant été élevée pour être une « arme » et n'ayant pas appris à socialiser avec ses pairs. Elle est aussi courageuse, ayant perdu ses deux bras pendant la guerre et est très habile au combat à mains nues, ainsi qu'avec les armes à feux.
Claudia Hodgins (クロウディア・ホッジンズ, Kuroudia Hojjinzu)
Voix japonaise : Takehito Koyasu, voix française : Gregory Praet
Claudia est un ancien commandant de l'armée, il était un bon ami de Gilbert pendant leur service. Il a fondé la Compagnie des Postes CH et en est le président. Il s'occupe également de réintégrer Violet dans la vie civile afin de se libérer de sa propre culpabilité, découlant du traitement abominable de cette dernière dans l'armée.
Gilbert Bougainvillea (ギルベルト・ブーゲンビリア, Giruberuto Būgenbiria)
Voix japonaise : Daisuke Namikawa, voix française : Maxime Donnay
Commandant de l'armée de Leidenschaftreich, Gilbert était issu d'une famille d'aristocrate. Il chérissait Violet plus que toute autre chose et ne la considérait pas comme une vulgaire enfant soldat. La seule chose de Gilbert que Violet possède actuellement est une broche de couleur verte qui lui rappelle les yeux de Gilbert.
Cattleyla Baudelaire (カトレア・ボードレール, Katorea Bōdorēru)
Voix japonaise : Aya Endō, voix française : Julie Basecqz
Cattleya est une poupée de souvenirs automatique qui travaille chez la Compagnie des Postes CH et en est la plus populaire. Elle était proche de Claudia avant même d'y travailler. Avant de devenir une poupée de souvenirs automatique elle était danseuse.
Benedict Blue (ベネディクト・ブルー, Benedikuto Burū)
Voix japonaise : Kōki Uchiyama, voix française : Brieuc Lemaire
Benedict est un postier travaillant chez CH. Aux côtés de Cattleya, il entretient une relation étroite avec Claudia avant la création de la compagnie et devient l'un de ses premiers employés.
Erika Brown (エリカ・ブラウン, Erika Buraun)
Voix japonaise : Minori Chihara, voix française : Claire Tefnin
Erika est également une poupée travaillant chez CH. Ses compétences en matière d'interaction avec les clients sont faibles, mais elle continue à croire en son travail de poupée, l'attribuant à l'inspiration qu'elle a trouvée en lisant le roman écrit par Molly Orland, une romancière aveugle.
Iris Cannary (アイリス・カナリー, Airisu Kanarī)
Voix japonaise : Haruka Tomatsu, voix française : Esther Aflalo
Iris est aussi une poupée qui a rejoint CH tout juste après Erika. Originaire du petit village agricole de Kazalli, Iris a toujours admiré l'image d'une femme qui travaille et aspire depuis à devenir la poupée de souvenirs automatiques la plus populaire de Leiden.
Lux Sibyl (ラックス・シビュラ, Rakkusu Shibyura)
Lux est la secrétaire de Claudia chez CH.

### Autres
Dietfried Bougainvillea (ディートフリート・ブーゲンビリア, Dītofurīto Būgenbiria)
Voix japonaise : Hidenobu Kiuchi, voix française : Stéphane Pirard
Ancien capitaine de la marine et fils aîné de la famille Bougainvillea, Dietfried est le frère aîné de Gilbert. Bien qu'il ait été le premier à « donner » Violet à Gilbert, il lui en veut pour les choses qu'elle a faites à ses hommes pendant la guerre et la mort de Gilbert.
Luculia Marlborough (ルクリア・モールバラ, Rukuria Mōrubara)
Voix japonaise : Azusa Tadokoro (ja), voix française : Elisabeth Guinand
Une poupée qui est amie avec Violet depuis l'école de formation. Elle vit avec son frère Spencer, un ancien soldat qui est devenu un ivrogne rongé par la culpabilité après avoir échoué à arrêter la mort de leurs parents pendant la guerre.
Charlotte Eberfreya Drossel (シャルロッテ・エーベルフレイヤ・ドロッセル, Sharurotte Ēberufureiya Dorosseru)
Voix japonaise : Megumi Nakajima, voix française : Laetitia Liénart
La princesse de 14 ans du royaume de Drossel. Charlotte est fiancée au prince de Fluegel, Damian Baldur Fluegel — un homme qui a 10 ans de plus qu'elle — dans la poursuite de la paix entre les deux royaumes. Leur relation est ouvertement déclarée pour le public en échangeant des lettres d'amour écrites par les poupées Violet et Cattleya. Alors qu'elle est véritablement amoureuse de Damian, elle pensait que son amour n'était pas réciproque.
Leon Stephanotis (リオン・ステファノティス, Reon Sutefanotisu)
Voix japonaise : Yūto Uemura (ja), voix française : Maxime Van Santfoort
Un membre du personnel du Service de transcription de l'Observatoire Shahar qui a travaillé avec Violet lors d'une opération conjointe entre l'Observatoire et un groupe de poupées de souvenirs automatiques. À cause des circonstances derrière ses parents disparus, il pense que l'amour rend les gens stupides.
Oscar Webster (オスカー・ウェブスター, Osukā Webusutā)
Voix japonaise : Satoshi Taki (ja), voix française : Nicolas Matthys
Un célèbre dramaturge qui est devenu un ivrogne vivant en reclus après la perte de sa femme et de sa fille. Cherchant à écrire sa toute première pièce pour enfants et à la consacrer à la mémoire de sa fille, il confie à Violet la tâche de transcrire ses idées.
Ann Magnolia (アン・マグノリア, An Magunoria)
Voix japonaise : Sumire Morohoshi, voix française : Elisabeth Guinand
La fille unique de Clara, Ann est une jeune fille qui aime les poupées et a d'abord pensé que Violet est une véritable poupée. Alors que la santé de sa mère s'aggravait, Ann pensait que « les visiteurs qui viennent pour sa mère » prendrait le temps de Clara pour s'occuper d'elle, ne sachant pas l'intention réelle de Clara pour Ann.
Clara Magnolia (クラーラ・マグノリア, Kurāra Magunoria)
Voix japonaise : Ayako Kawasumi, voix française : Audrey D'Hulstère
La mère d'Ann, Clara a une maladie en phase terminale et sachant que son destin est proche, elle a alors demandé à Violet d'écrire 50 lettres pour Ann qui lui seront envoyées chaque année, pour son anniversaire, craignant qu'elle se sentirait toute seule après sa mort.
Aiden Field (エイダン・フィールド, Eidan Fīrudo)
Voix japonaise : Shintarō Asanuma (ja), voix française : Olivier Prémel
Un soldat combattant pour la faction modérée de Ctrigall, un pays en pleine guerre civile contre des extrémistes qui veulent la guerre. Ne sachant pas quoi faire avec son argent, il décida d'utiliser le service des poupées de souvenirs automatiques pour écrire des lettres à ses parents et à son amie d'enfance, Maria.
Isabella York (イザベラ・ヨーク, Izabera Yōku)
Voix japonaise : Minako Kotobuki, voix française : Julia Kaye
Une jeune femme aidée par Violet pour faire ses débuts dans la haute société. Elle a vécu une fois dans la misère en tant qu'Amy Bartlett avec sa jeune sœur adoptive Taylor jusqu'à ce qu'elle soit trouvée par un homme prétendant être son père. Elle avait initialement une attitude distante envers Violet, les deux jeunes femmes deviennent amies après avoir appris les histoires de l'autre. Cependant, elle devient recluse quelque temps après le départ de Violet jusqu'à ce qu'elle reçoive une lettre émotionnelle de Taylor.
Taylor Bartlett (テイラー・バートレット, Teirā Bātoretto)
Voix japonaise : Aoi Yūki, voix française : Marie Du Bled
Une jeune fille prise en charge par Amy Bartlett. Quand Amy est obligée de la laisser derrière elle, Taylor est envoyée à l'orphelinat. Après avoir reçu une lettre d'Amy, devenue Isabella York, elle retrouve Violet quelques années plus tard pour devenir postière, mais aussi pour retrouver une nouvelle fois Amy.

## Productions et supports

### Light novel
Violet Evergarden est composé de deux volumes, édité par Kyoto Animation sous sa marque de publication KA Esuma Bunko, le premier est publié le 25 décembre 2015 et le second volume le 26 décembre 2016,. Un troisième roman, intitulé Violet Evergarden: Gaiden (ヴァイオレット・エヴァーガーデン 外伝), est sorti le 23 mars 2018. Le dernier volume servant de conclusion est publié le 27 mars 2020.
Remportant le grand prix de la catégorie des romans de la 5e édition du Kyoto Animation Award en 2014, il s'agit du tout premier travail à remporter un grand prix dans l'une des trois catégories (roman, scénario et manga),.

#### Liste des volumes
| no | Japonais                                                                          | Japonais         | Japonais          |
| no | Titre                                                                             | Date de sortie   | ISBN              |
| --- | --------------------------------------------------------------------------------- | ---------------- | ----------------- |
| 1 | Violet Evergarden: Jōkan (ヴァイオレット・エヴァーガーデン 上巻)                  | 25 décembre 2015 | 978-4-907064-43-3 |
| Liste des chapitres : - Chapitre 1 : Le Dramaturge et la Poupée de souvenirs automatiques - Chapitre 2 : La Jeune fille et la Poupée de souvenirs automatiques - Chapitre 3 : Le Soldat et la Poupée de souvenirs automatiques - Chapitre 4 : Le Lettré et la Poupée de souvenirs automatiques - Chapitre 5 : Le Prisonnier et la Poupée de souvenirs automatiques - Chapitre 6 : Le Major et la Poupée meurtrière automatique                                  |                                                                                   |                  |                   |
| 2 | Violet Evergarden: Gekan (ヴァイオレット・エヴァーガーデン 下巻)                  | 26 décembre 2016 | 978-4-907064-44-0 |
| Liste des chapitres : - Chapitre 1 : Le Major et son tout - Chapitre 2 : L'Enfant soldat et son tout - Chapitre 3 : Le Jeune marié et la Poupée de souvenirs automatiques - Chapitre 4 : La Demi-déesse et la Poupée de souvenirs automatiques - Chapitre 5 : Les Lettres volantes et la Poupée de souvenirs automatiques (1re partie) - Chapitre 6 : Les Lettres volantes et la Poupée de souvenirs automatiques (2de partie) - Chapitre 7 : Violet Evergarden |                                                                                   |                  |                   |
| Gaiden | Violet Evergarden: Gaiden (ヴァイオレット・エヴァーガーデン 外伝)                 | 23 mars 2018     | 978-4-907064-81-5 |
| Note : Histoire annexe. |                                                                                   |                  |                   |
| Ever After | Violet Evergarden: Ever After (ヴァイオレット・エヴァーガーデン エバー・アフター) | 27 mars 2020     | 978-4-910052-04-5 |

### Anime

#### Série télévisée
L'adaptation en anime a d'abord été annoncée via une publicité du premier volume du light novel en mai 2016. En juin 2017, Kyoto Animation a annoncé que l'Anime Expo, AnimagiC et C3 AFA Singapore 2017 accueilleront la première mondiale du premier épisode. La série est réalisée par Taichi Ishidate au studio Kyoto Animation avec le scénario écrit par Reiko Yoshida ; Akiko Takase revient en tant que character designer, Yota Tsuruoka s'occupe de la direction sonore et Evan Call compose la musique. TRUE a réalisé l'opening de la série intitulé Sincerely tandis que l'ending est Michishirube (みちしるべ), interprété par Minori Chihara,.
La série est composée de 14 épisodes,, dont les treize premiers sont diffusés au Japon entre le 11 janvier et le 5 avril 2018 sur ABC, Tokyo MX, TVA et un peu plus tard sur BS11 et HTB,, le quatorzième épisode est compris dans le quatrième coffret Blu-ray/DVD sorti le 4 juillet 2018. Netflix détient les droits exclusifs de diffusion en streaming de l'anime et diffuse la série en France et au Canada depuis le 11 janvier 2018,. Une édition Blu-ray est éditée en France par @Anime le 2 décembre 2020.

##### Liste des épisodes
| No                                                                                                  | Titre français                                                    | Titre japonais                                 | Titre japonais                                         | Date de 1re diffusion |
| No                                                                                                  | Titre français                                                    | Kanji                                          | Rōmaji                                                 | Date de 1re diffusion |
| --------------------------------------------------------------------------------------------------- | ----------------------------------------------------------------- | ---------------------------------------------- | ------------------------------------------------------ | --------------------- |
| 1                                                                                                   | « Je t'aime » et la Poupée de souvenirs automatiques              | 「愛してる」と自動手記人形                     | “Aishiteru” to jidō shuki ningyō                       | 11 janvier 2018       |
| 2                                                                                                   | Il ne reviendra jamais                                            | 「戻ってこない」                               | “Modotte konai”                                        | 18 janvier 2018       |
| 3                                                                                                   | Puissiez-vous être une poupée de souvenirs automatique exemplaire | 「あなたが、良き自動手記人形になりますように」 | “Anata ga yoki jido shuki ningyō ni narimasu yō ni”    | 25 janvier 2018       |
| 4                                                                                                   | Ne sois pas un outil, deviens ce que représente ton prénom        | 「君は道具でなく、その名が似合う人になるんだ」 | “Kimi wa dōgudenaku, sono na ga niau hito ni naru nda” | 1er février 2018      |
| 5                                                                                                   | Tu écris des lettres qui rassemblent les gens?                    | 「人を結ぶ手紙を書くのか?」                    | “Hito o musubu tegami o kaku no ka?”                   | 8 février 2018        |
| 6                                                                                                   | Quelque part sous un ciel étoilé                                  | 「どこかの星空の下で」                         | “Dokoka no hoshizora no shita de”                      | 15 février 2018       |
| 7                                                                                                   |                                                                   | 「 」                                          | “ ”                                                    | 22 février 2018       |
| 8                                                                                                   |                                                                   |                                                |                                                        | 1er mars 2018         |
| 9                                                                                                   | Violet Evergarden                                                 | 「ヴァイオレット・エヴァーガーデン」           | “Vuaioretto Evuāgāden”                                 | 8 mars 2018           |
| 10                                                                                                  | Un être cher veillera toujours sur vous                           | 「愛する人はずっと見守っている」               | “Aisuru hito wa zutto mimamotteiru”                    | 15 mars 2018          |
| 11                                                                                                  | Plus personne ne doit mourir                                      | 「もう、誰も死なせたくない」                   | “Mō, dare mo shina setakunai”                          | 22 mars 2018          |
| 12                                                                                                  |                                                                   |                                                |                                                        | 29 mars 2018          |
| 13                                                                                                  | La Poupée de souvenirs automatiques et « Je t'aime »              | 自動手記人形と「愛してる」                     | Jidō shuki ningyō to “Aishiteru”                       | 5 avril 2018          |
| 14                                                                                                  | Le jour où tu comprendras « l'Amour » viendra sûrement            | きっと“愛”を知る日が来るのだろう               | Kitto-“ai” o shiru hi ga kuru nodarou                  | 4 juillet 2018        |
| Note : Compris dans le quatrième coffret Blu-ray/DVD,.L'histoire se déroule entre l'épisode 4 et 5. |                                                                   |                                                |                                                        |                       |

##### Musiques
| Début               | Début          | Début     | Fin           | Fin                            | Fin            |
| Épisode             | Titre          | Artiste   | Épisode       | Titre                          | Artiste        |
| ------------------- | -------------- | --------- | ------------- | ------------------------------ | -------------- |
| 3 - 4 6 - 8 11 - 12 | Sincerely (ja) | TRUE (en) | 2 - 8 10 - 12 | Michishirube (ja) (みちしるべ) | Minori Chihara |
| 3 - 4 6 - 8 11 - 12 | Sincerely (ja) | TRUE (en) | 9             | Belive in…                     | Aira Yūki (en) |
| 3 - 4 6 - 8 11 - 12 | Sincerely (ja) | TRUE (en) | 13            | Violet Snow                    | Aira Yūki (en) |

Bande-son
L'album de la bande sonore, produit par Evan Call (ja), est sorti le 28 mars 2018 au Japon.
Toute la musique est composée et arrangée par Evan Call (sauf piste 21 du disque 1, et pistes 21, 22, 24, 26 du disque 2).
| VIOLET EVERGARDEN : Automemories - CD1 | VIOLET EVERGARDEN : Automemories - CD1 | VIOLET EVERGARDEN : Automemories - CD1 | VIOLET EVERGARDEN : Automemories - CD1 | VIOLET EVERGARDEN : Automemories - CD1 | VIOLET EVERGARDEN : Automemories - CD1 | VIOLET EVERGARDEN : Automemories - CD1 | VIOLET EVERGARDEN : Automemories - CD1 | VIOLET EVERGARDEN : Automemories - CD1 | VIOLET EVERGARDEN : Automemories - CD1 |
| No                                     | Titre                                  | Durée                                  |                                        |                                        |                                        |                                        |                                        |                                        |                                        |
| -------------------------------------- | -------------------------------------- | -------------------------------------- | -------------------------------------- | -------------------------------------- | -------------------------------------- | -------------------------------------- | -------------------------------------- | -------------------------------------- | -------------------------------------- |
| 1.                                     | Theme of Violet Evergarden             | 2:17                                   |                                        |                                        |                                        |                                        |                                        |                                        |                                        |
| 2.                                     | A Doll's Beginning                     | 2:43                                   |                                        |                                        |                                        |                                        |                                        |                                        |                                        |
| 3.                                     | One Last Message                       | 3:10                                   |                                        |                                        |                                        |                                        |                                        |                                        |                                        |
| 4.                                     | Unspoken Words                         | 2:46                                   |                                        |                                        |                                        |                                        |                                        |                                        |                                        |
| 5.                                     | A Simple Mission                       | 2:17                                   |                                        |                                        |                                        |                                        |                                        |                                        |                                        |
| 6.                                     | Another Sunny Day                      | 2:08                                   |                                        |                                        |                                        |                                        |                                        |                                        |                                        |
| 7.                                     | The Voice in My Heart                  | 2:20                                   |                                        |                                        |                                        |                                        |                                        |                                        |                                        |
| 8.                                     | Rust                                   | 2:51                                   |                                        |                                        |                                        |                                        |                                        |                                        |                                        |
| 9.                                     | In Remembrance                         | 2:41                                   |                                        |                                        |                                        |                                        |                                        |                                        |                                        |
| 10.                                    | Ink to Paper                           | 2:08                                   |                                        |                                        |                                        |                                        |                                        |                                        |                                        |
| 11.                                    | The Birth of a Legend                  | 2:13                                   |                                        |                                        |                                        |                                        |                                        |                                        |                                        |
| 12.                                    | To The Ends of Our World               | 2:40                                   |                                        |                                        |                                        |                                        |                                        |                                        |                                        |
| 13.                                    | Back in Business                       | 2:02                                   |                                        |                                        |                                        |                                        |                                        |                                        |                                        |
| 14.                                    | A Place to Call Home                   | 2:12                                   |                                        |                                        |                                        |                                        |                                        |                                        |                                        |
| 15.                                    | An Admirable Doll                      | 2:11                                   |                                        |                                        |                                        |                                        |                                        |                                        |                                        |
| 16.                                    | Those Words You Spoke to Me            | 2:13                                   |                                        |                                        |                                        |                                        |                                        |                                        |                                        |
| 17.                                    | Strangeling                            | 2:11                                   |                                        |                                        |                                        |                                        |                                        |                                        |                                        |
| 18.                                    | A Bit of Sass                          | 2:10                                   |                                        |                                        |                                        |                                        |                                        |                                        |                                        |
| 19.                                    | Each Memory a Message                  | 2:18                                   |                                        |                                        |                                        |                                        |                                        |                                        |                                        |
| 20.                                    | The Long Night                         | 2:39                                   |                                        |                                        |                                        |                                        |                                        |                                        |                                        |
| 21.                                    | Violet Snow for Orchestra              | 2:53                                   |                                        |                                        |                                        |                                        |                                        |                                        |                                        |
| 51:03                                  |                                        |                                        |                                        |                                        |                                        |                                        |                                        |                                        |                                        |

| VIOLET EVERGARDEN : Automemories - CD2 | VIOLET EVERGARDEN : Automemories - CD2 | VIOLET EVERGARDEN : Automemories - CD2 | VIOLET EVERGARDEN : Automemories - CD2 | VIOLET EVERGARDEN : Automemories - CD2 | VIOLET EVERGARDEN : Automemories - CD2 | VIOLET EVERGARDEN : Automemories - CD2 | VIOLET EVERGARDEN : Automemories - CD2 | VIOLET EVERGARDEN : Automemories - CD2 | VIOLET EVERGARDEN : Automemories - CD2 |
| No                                     | Titre                                  | Paroles                                | Interprète                             | Durée                                  |                                        |                                        |                                        |                                        |                                        |
| -------------------------------------- | -------------------------------------- | -------------------------------------- | -------------------------------------- | -------------------------------------- | -------------------------------------- | -------------------------------------- | -------------------------------------- | -------------------------------------- | -------------------------------------- |
| 1.                                     | Across the Violet Sky                  |                                        |                                        | 2:44                                   |                                        |                                        |                                        |                                        |                                        |
| 2.                                     | Wherever You Are, Wherever You May Be  |                                        |                                        | 2:25                                   |                                        |                                        |                                        |                                        |                                        |
| 3.                                     | Never Coming Back                      |                                        |                                        | 2:24                                   |                                        |                                        |                                        |                                        |                                        |
| 4.                                     | Adamantine Dreams                      |                                        |                                        | 3:10                                   |                                        |                                        |                                        |                                        |                                        |
| 5.                                     | The Ultimate Price                     |                                        |                                        | 2:59                                   |                                        |                                        |                                        |                                        |                                        |
| 6.                                     | Inconsolable                           |                                        |                                        | 2:38                                   |                                        |                                        |                                        |                                        |                                        |
| 7.                                     | The Love That Binds Us                 |                                        |                                        | 3:55                                   |                                        |                                        |                                        |                                        |                                        |
| 8.                                     | Devoid of Hope                         |                                        |                                        | 2:29                                   |                                        |                                        |                                        |                                        |                                        |
| 9.                                     | Torment                                |                                        |                                        | 2:02                                   |                                        |                                        |                                        |                                        |                                        |
| 10.                                    | Fractured Heart                        |                                        |                                        | 2:29                                   |                                        |                                        |                                        |                                        |                                        |
| 11.                                    | Innocence                              |                                        |                                        | 2:02                                   |                                        |                                        |                                        |                                        |                                        |
| 12.                                    | Always Watching Over You               |                                        |                                        | 2:24                                   |                                        |                                        |                                        |                                        |                                        |
| 13.                                    | Torn Apart at the Seams                |                                        |                                        | 2:04                                   |                                        |                                        |                                        |                                        |                                        |
| 14.                                    | Intertwined Fates                      |                                        |                                        | 2:03                                   |                                        |                                        |                                        |                                        |                                        |
| 15.                                    | The Stench of Fear and Hatred          |                                        |                                        | 1:45                                   |                                        |                                        |                                        |                                        |                                        |
| 16.                                    | The Songstress Aria (Instrumental)     |                                        |                                        | 1:05                                   |                                        |                                        |                                        |                                        |                                        |
| 17.                                    | The Storm                              |                                        |                                        | 2:12                                   |                                        |                                        |                                        |                                        |                                        |
| 18.                                    | Letters From Heaven                    |                                        |                                        | 2:23                                   |                                        |                                        |                                        |                                        |                                        |
| 19.                                    | What It Means To Love                  |                                        |                                        | 1:54                                   |                                        |                                        |                                        |                                        |                                        |
| 20.                                    | Violet's Letter                        |                                        |                                        | 2:13                                   |                                        |                                        |                                        |                                        |                                        |
| 21.                                    | Sincerely (Short Size)                 | Miho Karasawa                          | TRUE                                   | 1:34                                   |                                        |                                        |                                        |                                        |                                        |
| 22.                                    | Michishirube (Short Size)              | Minori Chihara                         | Minori Chihara                         | 1:32                                   |                                        |                                        |                                        |                                        |                                        |
| 23.                                    | Believe in… (Short Size)               | Aira Yuuki                             | Aira Yuuki                             | 1:45                                   |                                        |                                        |                                        |                                        |                                        |
| 24.                                    | Violet Snow (Short size)               | Aira Yuuki                             | Emi Nishida                            | 0:32                                   |                                        |                                        |                                        |                                        |                                        |
| 25.                                    | The Songstress Aria                    | Evan Call                              | TRUE                                   | 1:06                                   |                                        |                                        |                                        |                                        |                                        |
| 26.                                    | Letter (Short Size)                    | Miho Karasawa                          | TRUE                                   | 1:38                                   |                                        |                                        |                                        |                                        |                                        |
| 55:27                                  |                                        |                                        |                                        |                                        |                                        |                                        |                                        |                                        |                                        |

#### Influences artistiques
Le manga, l'animé et le film ont été fortement influencés par le mouvement Steampunk et l'architecture victorienne.

#### Films d'animation

##### Violet Evergarden, le film
Une bande enveloppante, présente sur le roman Violet Evergarden: Gaiden (ヴァイオレット・エヴァーガーデン 外伝) lors de sa sortie le 23 mars 2018, a révélé qu'un nouveau projet est en cours de production ; le compte Twitter de la série l'a également reconfirmé tout en rajoutant qu'il serait un « tout nouveau » pour l'anime après la diffusion du treizième épisode,. En juillet 2018, il a été annoncé que ce projet est un film d'animation pour une sortie en janvier 2020. Le site officiel et le compte Twitter de la série ont également indiqué que ce long-métrage sera projeté dans la « même période » pour le monde entier,. Il est produit par le personnel de la série télévisée et distribué par Shōchiku.
Prévu à l'origine dans les salles japonaises à partir du 10 janvier 2020, le film se déroule plusieurs années après la fin de la guerre, avec un monde devenant de plus en plus pacifique, Violet Evergarden tombe par hasard sur une certaine lettre. Le 6 septembre 2019, Kyoto Animation annonce que la date de sortie du film est repoussée, en précisant que la production du long métrage se poursuit et qu'il prévoit d'annoncer une nouvelle date ultérieurement,. Le 9 novembre 2019, le comité de production a révélé sur le site officiel que la sortie du film est reprogrammée pour le 24 avril 2020 et a remercié les fans pour leur soutien, notant également que le réalisateur et le personnel travaillent de tout leur cœur et de toute leur force à la production du film,. TRUE (en) a écrit et interprété la chanson thème intitulée WILL. Le film est de nouveau repoussé à une date ultérieure inconnue à la suite de la crise sanitaire liée à l'épidémie du Covid-19 au Japon, ; après la rediffusion du dernier épisode de la série d'animation sur Tokyo MX le 25 juin 2020, une bande annonce a révélé une nouvelle date de sortie pour le film qui est programmée pour le 18 septembre 2020.
Cai Chang International distribue le film en salles à Taïwan, initialement prévu le 15 mai 2020, avant d'être retardé au 30 septembre à la suite de l'annonce du report de la sortie japonaise,. Purple Plan détient les droits de distribution du film sous le titre Violet Evergarden -Finale- en Asie du Sud-Est sans pour autant préciser les régions concernées. Le distributeur français Eurozoom avait initialement prévue une sortie limitée au cinéma en France pour le 4 novembre 2020 dans les Kinépolis de plusieurs villes mais également deux séances en Belgique entre le 6 et le 7 novembre 2020 dans quatre Kinépolis du pays ; les séances dans les deux pays sont cependant repoussées à une date ultérieure indéterminée à la suite des mesures prises par les gouvernements respectifs contre la seconde propagation de Covid-19 qui imposent un reconfinement français et belge,. Le 25 novembre 2020, Eurozoom annonce que les séances événements auront lieu lors de la réouverture des salles de cinéma, à partir du 16 décembre 2020, date de sortie de nouveau reportée à la suite de l'annonce du gouvernement de ne pas rouvrir les salles de cinéma ce jour-là. Le film sort le 19 mai 2021, date de réouverture des cinémas en France. Une édition physique est également prévue. Le film sera disponible mondialement sur Netflix le 13 octobre 2021, qui correspond également à la date à laquelle le bluray japonais sera mis en vente, sauf en France où sa date de sortie est prevue le 19 novembre 2021.
Violet Evergarden, le film figure parmi les nominations de la catégorie Animation de la 75e édition des Prix du film Mainichi en 2020, concourant ainsi pour le prix du meilleur film d'animation et le prix Noburō Ōfuji. Le film remporte le Prix de l'animation de l'année dans la catégorie « film » au Tokyo Anime Awards Festival (en) de 2021,. Au 15 janvier 2021, le long métrage a généré 2,1 milliards de yens (environ 20,2 millions de dollars) pour 1 450 000 billets vendus.

##### Violet Evergarden: Éternité et la Poupée de souvenirs automatiques
Annoncé en avril 2019, Violet Evergarden Gaiden: Eien to jidō shuki ningyō (ヴァイオレット・エヴァーガーデン 外伝 -永遠と自動手記人形-) est un gaiden qui est projeté au Japon depuis le 6 septembre 2019,. Réalisé par Haruka Fujita au sein de Kyoto Animation, ce projet raconte « une autre histoire ». Minori Chihara a écrit et interprété la chanson thème intitulée Amy (エイミー, Eimī). Il est projeté en avant-première le 3 août 2019 lors de l'AnimagiC 2019. Le film a été terminé le 17 juillet 2019, la veille de l'incendie criminel du studio. L'intégralité du personnel de Kyoto Animation et d'Animation Do ayant travaillé sur ce projet sont crédités dans le générique bien que généralement Kyoto Animation ne crédite pas le personnel avec moins d'un an d'ancienneté. Cela inclut les victimes de l'incendie mais les crédits ne précisent pas ce point spécifiquement ; elles sont citées avec le nom des autres employés,.
Cai Chang International distribue le film en salles à Taïwan à partir du 1er novembre 2019. Madman Entertainment l'a projeté sous le titre Violet Evergarden Gaiden: Eternity and the Auto Memories Doll en Australie le 5 décembre 2019 et en Nouvelle-Zélande le 12 décembre lors du Reel Anime Festival. Purple Plan le distribue à différentes dates en Asie du Sud-Est : le 7 novembre 2019 en Malaisie et le 15 janvier 2020 en Indonésie. Deux projections spéciales ont eu lieu le 30 novembre et le 1er décembre 2019 en Thaïlande par le distributeur Japan Anime Movie Thailand avant une sortie nationale le 12 décembre. Eurozoom a sorti le film en France le 15 janvier 2020 sous le titre Violet Evergarden : Éternité et la Poupée de souvenirs automatiques, ; le distributeur français prévoit également une sortie physique en Blu-ray/DVD pour l'été 2020. Funimation a projeté le film dans certains cinémas des États-Unis entre le 17 et le 20 février 2020,. All the Anime détient les droits du film au Royaume-Uni et l'a projeté au Festival du film de Glasgow les 1er et le 2 mars 2020. Le film est également sorti le 11 mars 2020 aux Philippines. Le film est également disponible sur Netflix depuis le 2 avril 2020 dans la plupart des pays excepté en France où la date de disponibilité du film est repoussée au 15 juillet 2020,.

### Œuvres
Édition japonaise
1. 1 2  (ja) « ヴァイオレット・エヴァーガーデン 1 », sur Kyoto Animation (consulté le 13 décembre 2017).
2. 1 2  (ja) « ヴァイオレット・エヴァーガーデン 2 », sur Kyoto Animation (consulté le 13 décembre 2017).
3. 1 2  (ja) « ヴァイオレット・エヴァーガーデン 外伝 », sur Kyoto Animation (consulté le 3 mars 2018).
4. 1 2  (ja) « ヴァイオレット・エヴァーガーデン エバー・アフター », sur Kyoto Animation (consulté le 21 avril 2020).